# Order Gloria
Order Gloria OESSH (właśc. „Order Gloria Polskiego Zwierzchnictwa Zakonu Rycerskiego Świętego Grobu w Jerozolimie”) – trzystopniowe polskie odznaczenie kościelne nadawane przez Polskie Zwierzchnictwo Zakonu Rycerskiego Świętego Grobu w Jerozolimie. Przyznawany jest członkom Zakonu i innym osobom za ich postawę oraz zasługi na rzecz Zwierzchnictwa Zakonu w Polsce.

## Insygnia
Odznakę orderu stanowi podwójny krzyż miechowicki (brązowy, srebrny lub złoty), na którym widnieje Orzeł Biały w koronie. Na piersi orła umieszczona jest owalna tarcza z krzyżem jerozolimskim. Na podstawie krzyża podwójnego widnieje data 1995, kiedy to kard. Carlo Furno, Wielki Mistrz Zakonu, z woli Jana Pawła II powołał nowożytne struktury Zakonu w Polsce. Wstęga orderu jest czarna z biało-czerwonym pasem pośrodku. Do 2012 r. duchowni otrzymywali order na długiej wstążce, potem odznaki ujednolicono, stosując wstążkę krótką dla wszystkich odznaczonych.
Odznaczenie ustanowił dekretem Karol Bolesław Szlenkier EMCSSH, piastujący w latach 2009–2017 funkcję Zwierzchnika Zakonu w Polsce. Autorem projektu jest Jacek Rutkowski, odznaczenie wykonywała Artystyczna Pracowania Grawerska Andrzeja Panasiuka w Warszawie.
| Złota odznaka | Srebrna odznaka | Brązowa odznaka |

| Złota odznaka | Srebrna odznaka | Brązowa odznaka |